# アルマンド・ブロヤ
- アルマンド・ブロジャ

アルマンド・ブロヤ（Armando Broja, 2001年9月10日 - ）は、イングランド・スラウ出身のサッカー選手。プレミアリーグ・バーンリーFC所属。アルバニア代表。ポジションはFW。

## クラブ経歴

### チェルシー
2020年2月26日、チェルシーFCと2年間のプロ契約を結んだ。2020年3月8日、プレミアリーグのエヴァートンFC戦にて後半41分、オリヴィエ・ジルーとの交代でトップチームデビューを果たした。

### フィテッセ (レンタル)
2020年8月21日、エールディヴィジのSBVフィテッセに1シーズンの契約でレンタルされた。9月19日、スパルタ・ロッテルダムとの試合で移籍後初ゴールを決めた。

### サウサンプトン (レンタル)
2021年8月10日、サウサンプトンFCにレンタル移籍することが発表された。公式戦38試合で9得点を記録するなどプレミアリーグでも通用することを証明し、シーズン終了後にはニューカッスル・ユナイテッドFCやウェストハム・ユナイテッドFCが獲得を試みたが、保有元であるチェルシーに復帰した。

### チェルシー復帰
2022-23シーズンからレンタル期間の満了でチェルシーでプレーすることが決まった。背番号は18番。2022年9月2日、チェルシーとの契約を2028年まで延長した。2022年10月8日に行われたウルヴァーハンプトン・ワンダラーズ戦で初ゴールを決めた。2022年12月11日、2022 FIFAワールドカップ期間中に行われたアストン・ヴィラFCとの親善試合で右膝を負傷し、その後の検査で前十字靭帯断裂と診断され、最大12ヶ月程度離脱することとなった。
2023-24シーズンは背番号を19番に変更した。2023年9月24日に行われたアストン・ヴィラ戦で復帰を果たすと、その後のフラム戦でスタメン出場、復帰後初ゴールを決めた。

### フラム (レンタル)
2024年2月2日、フラムFCへのレンタル移籍が発表された。

### エヴァートン (レンタル)
2024年8月31日、エヴァートンFCにレンタル移籍した。

### バーンリー
2025年8月8日、バーンリーFCへの移籍が決定。

## 代表経歴

### U-19
2019年5月28日、U-19コソボ代表との親善試合を行うU-19アルバニア代表に招集された。そして、6月3日、コソボ戦で代表デビューし、同時にチーム3点目も決め、3-1での勝利に貢献した。

### U-21
2019年6月19日、親善試合のU-21ウェールズ代表戦に向けたU-21アルバニア代表に招集され、デビュー。この試合でもU-19デビュー時と同じく初ゴールを挙げている。

### A代表
2019年5月21日、アルバニアのドゥラスで行われるアルバニア代表のトレーニングキャンプ帯同メンバーに選出された。2020年9月7日、リトアニア代表戦でA代表デビュー。
UEFA EURO 2024に選出

## 人物
ブロヤはイングランドのスラウで生まれたが、両親はアルバニアのマレスィア・エ・マヅェという町からの移民である。